# Clima de Rondônia

Tipos climáticos de Rondônia na classificação climática de Köppen.

O clima do Estado de Rondônia não sofre grandes influências do mar ou da altitude. Seu clima predominante é o tropical do tipo savânico durante todo o ano, com insignificante amplitude térmica anual e notável amplitude térmica diurna, especialmente no inverno

## Clima
Segundo a classificação de Köppen , o Estado de Rondônia possui um clima do tipo Aw - Clima Tropical de Savana, com média climatológica da temperatura do ar, durante o mês mais frio, superiores a 18 °C, e um período seco bem definido durante a estação de inverno, quando ocorre na região um moderado déficit hídrico, com índices pluviométrico inferiores a 50 milímetros por mês. A média climatológica da precipitação pluvial para os meses de junho, julho e agosto é inferior a 20 milímetros por mês.

## Caracterização
O clima de Rondônia caracteriza-se por apresentar uma homogeneidade espacial e sazonal da temperatura média do ar. Estando sob a influência do clima tropical chuvoso, a média anual da precipitação pluvial varia entre 1400 e 2600 milímetros ao ano, e a média anual da temperatura do ar varia entre 24 °C e 26 °C. Em alguns anos, em poucos dias dos meses de junho, julho e agosto, o Estado de Rondônia encontra-se sob a influência de anticiclones que se formam nas altas latitudes e atravessam a Cordilheira dos Andes em direção ao sul do Chile. Alguns destes anticiclones são excepcionalmente intensos, condicionando a formação dos sistemas frontais na região Sul do País. Estes se deslocam em direção à região amazônica, causando o fenômeno denominado de Friagem. Durante estes meses as temperaturas mínimas absolutas do ar podem atingir valores inferiores à 10 °C. Devido à curta duração do fenômeno, este não influencia, significativamente, as médias climatológicas da temperatura mínima do ar. A média anual da temperatura do ar gira em torno de 24 °C e 26 °C, com temperatura máxima entre 30 °C e 35 °C, e mínima entre 16 °C e 24 °C. As temperaturas médias do mês mais frio e mais quente aumentam do sudeste em direção ao extremo norte em torno de 1 °C a 2 °C, respectivamente.

## Umidade relativa do ar
A média anual da umidade relativa do ar varia de 80% a 90% no verão, e em torno de 75%, no outono e no inverno. A precipitação média anual é em torno de 1400 a 2500 milímetros e mais de 90% desta ocorre na estação chuvosa.

## Precipitação
O período chuvoso ocorre entre os meses de outubro a abril, e o período mais seco em junho, julho e agosto. Maio e setembro são meses de transição.